# Letiště Kapanda
Letiště Kapanda (IATA: KNP, ICAO: FNCP) je letiště nacházejí se u města Kapanda v Angole v blízkosti přehrady Kapanda.

## Vybavení
Letiště má pouze jednu přistávací dráhu, která má délku 2000 metrů a šířku 42,5 metrů.

## Letecké společnosti a destinace
Jediná letecká společnost, která běžně létá na toto letiště, je TAAG Angola Airlines. Pravidelné linky jsou jen do města Luanda.